# Památka místního významu
Památka místního významu je status, který byl v letech 2008 a 2013–2014 v České republice v návrzích nového památkového zákona navrhován pro evidenci kulturních památek menšího významu než kulturní památky. Ministerský a vládní návrh z roku 2015 již tento pojem neobsahují, byl však podán pozměňovací návrh, který je do návrhu zákona vnáší. 

## Návrhy právní úpravy
Podle návrhu věcného záměru zákona o památkovém fondu z roku 2008 mělo jít o věci, které v celostátním měřítku sice nedosahují takových kvalit (památkových hodnot), aby se mohly stát kulturní památkou, avšak jejich kulturně historické hodnoty (památkové hodnoty) jsou významné pro region, v němž se nacházejí. Podle pracovní verze návrhu zákona o ochraně památkového fondu z června 2014 by památka místního významu byla definována jako „hmotný výsledek lidské činnosti, jehož hodnoty jsou významné pro oblast, v níž se nachází“.
Podle návrhu věcného záměru zákona o památkovém fondu z roku 2008 i podle konceptu návrhu zákona z roku 2014 měly památky místního významu vyhlašovat obce vyhláškou v samostatné působnosti, která by identifikovala památku a určovala práva a povinnosti, přičemž status památky místního významu by byl neslučitelný se statusem kulturní památky nebo národní kulturní památky (prohlášením za kulturní památku by vyhláška o památce místního významu pozbyla platnosti). Pro památku místního významu nemělo být možné vymezit památkové ochranné pásmo. Obci měla být při vymezování památek místního významu poskytována odborná pomoc Národního památkového ústavu. Návrh z roku 2008 se snažil řešit duplicitu ochrany s územním plánem, který řeší i ochranu urbanistického, architektonického a archeologického dědictví. Věcný záměr předpokládal, že bude-li územní plán řešit ochranu konkrétní památky místního významu, pak rozhodnutí obce o prohlášení této památky místního významu pozbude účinnosti dnem, kdy nabude účinnosti územní plán. Ochrana územním plánem však podle věcného záměru z roku 2008 není možná u těch památek, které nelze podřadit pod pojem „urbanistické, architektonické a archeologické dědictví“. 
Podle návrhu z roku 2008 měly seznamy památek místního významu vést pouze obce vždy pro své území. Pracovní verze z roku 2014 opět předpokládala vyhlašování obcemi v samostatné působnosti, ale nejpozději do 10 dnů po vyhlášení měla obec zaslat vyhlášku památkovému ústavu k zápisu do seznamu památkového fondu, tedy evidence již měla být centrální, byť památky místního významu měly být vedeny v samostatné části Seznamu památkového fondu.
Co se týče smyslu této kategorie památek, návrh z roku 2014 uváděl, že „památky místního významu jsou podkladem pro rozbor udržitelného rozvoje území“.
Ministerský a vládní návrh zákona z roku 2015, projednávané jako sněmovní tisk č. 666, již pojem památky místního významu neobsahovaly. Garanční Výbor pro vědu, vzdělání, kulturu, mládež a tělovýchovu vydal 27. 1. 2017 usnesení, jehož pozměňovací návrhy do zákona památky místního významu vracejí (podobné pozměňovací návrhy v různých verzích podal již 17. 6. 2017 a 11. 1. 2017 poslanec Roman Procházka). Tento návrh definuje památky místního významu jako „hmotný doklad lidské činnosti, jehož hodnota je významná pro oblast, kde se nachází“, přičemž by tyto památky prohlašovala obec usnesením zastupitelstva, a bezodkladně, nejpozději do 20 dnů od přijetí usnesení, by byla povinna usnesení zaslat památkovému ústavu k zápisu do památkového fondu. Údaje o místní památce by byly údaji pro územně-analytické podklady. Seznam památkového fondu by se členil na dvě části, přičemž první část by obsahovala údaje o kulturních památkách, národních kulturních památkách, památkových územích a ochranných památkových pásmech a druhá část pouze o památkách místního významu.

## Praxe
Předpokládá se, že památkami místního významu by měly být vyhlašovány zejména drobné památky jako jsou křížky, smírčí kříže, boží muka, morové sloupy, pomníky a pamětní desky, hřbitovy, význačné náhrobky či hrobky,  milníky, kapličky, zvoničky, kašny, sochy, sousoší a jiné plastiky, popřípadě skalní reliéfy, pamětní nápisy a podobně, pokud nejsou prohlášeny za kulturní památky.
Ačkoliv zákonem nebyl dosud termín definován, například zastupitelstvo městyse Litultovice 25. dubna 2012 schválilo svůj seznam památek místního významu, a to 7 křížů, tři pomníky, dvě kaple a jeden kostel, faru, školu, márnici, sochy a hřbitov. Rovněž obec Cikháj na svém webu uvádí „některé další památkově hodnotné objekty, které jsou zařazeny mezi památky místního významu“, mezi něž zahrnula tři domy a jednu kapli. Soukromá Nadace VIA v roce 2014 vyhlásila dotační program pro záchranu drobných památek místního významu.